# Kutb ud-Din Ajbak
Kutb ud-Din Ajbak (ur. w 1150 w Turkiestanie, zm. w 1210 w sułtanacie delhijskim) – pierwszy sułtan i założyciel Sułtanatu Delhijskiego.

## Życiorys
W dzieciństwie został sprzedany w niewolę i dorastał w Niszapurze (obecnie północno-wschodni Iran). Kupił go afgański władca Mohammad Ghori i kazał mu pracować w królewskiej stajni. Przydzielony do dowództwa armii zaczął robić karierę w wojsku. W styczniu 1193 zdobył Delhi, w kolejnych latach prowadził walki na terenie Indii. W 1195 został oficjalnie mianowany wicekrólem prowincji indyjskich. W 1198 Mohammad Ghori zaangażował się w wojny w Merwie, Chiwie i Heraciepozostawiając wschodnie tereny w zarządzie Ajbakowi, a gdy w 1206 Mohammad został zamordowany, Ajbak objął tron w Delhi, pomimo że nadal był niewolnikiem.
Kazał wybudować meczet Kuwwat ul-Islam.
Zginął po upadku z konia podczas gry w polo.
Następcą na tronie Sułtanatu Delhijskiego został jego syn Aram Szah.